# Circoxena
Circoxena é um gênero de mariposa pertencente à família Acrolepiidae.